# Jaguar Dream
Jaguar Dream, född 29 maj 2015, var en svensk varmblodig travhäst. Han tränades och kördes av Claes Sjöström.
Jaguar Dream började tävla i april 2018 och tog första segern i den första starten. Han har till maj 2021 sprungit in 2,1 miljoner kronor på 25 starter varav 10 segrar, 5 andraplatser och 4 tredjeplatser. Han har tagit karriärens hittills största segrar i Margaretas Tidiga Unghästserie (maj 2019) och Silverdivisionens final (maj 2021). Han har även kommit på andraplats i Korta E3 (2018) och på fjärdeplats i Breeders' Crown (2018).

## Karriär

### Tiden som unghäst
Jaguar Dream började tävla som treåring och debuterade på tävlingsbanan den 11 maj 2018 med att segra i ett treåringslopp på Solvalla. Han kom på andraplats i finalen av Korta E3 den 18 augusti 2018, slagen med en längd av Betting Gangster. Hösten 2018 deltog Jaguar Dream också i Breeders' Crown för treåriga hingstar och valacker. Han segrade i semifinalen med ett huvud före tvåan Inti Boko (som senare vann Svenskt Trav-Kriterium). I finalen kom han på fjärdeplats.
Som fyraåring årsdebuterade han den 11 april 2019 med en tredjeplats i ett fyraåringslopp på Örebrotravet. Därefter följde två raka segrar, bland annat i Margaretas Tidiga Unghästserie den 7 maj 2019. Han startade sedan i Fyraåringseliten under Elitloppshelgen 2019 men slutade där oplacerad. Efter den starten drabbades han av en gaffelbensskada som stoppade honom från att göra några fler starter under 2019 och inte heller under 2020. Det var nära att karriären var över och han kom att vara borta från tävlingsbanan i totalt 20 månader.

### Tiden i den äldre eliten
Efter 20 månaders frånvaro gjorde Jaguar Dream comeback den 27 januari 2021 i ett lopp på Solvalla och segrade direkt i comebacken. Framgångarna fortsatte därefter och han segrade med sju längder i Silverdivisionen den 20 mars på Mantorpstravet. Han segrade även i Silverdivisionens final under Elitloppshelgen 2021 på Solvalla efter att ha travat först i andraspår ("dödens"). Han vann på tiden 1.11,0 över medeldistans vilket var tangerat rekord i en Silverfinal.

## Statistik
| Statistik för Jaguar Dream (Ref.) | Statistik för Jaguar Dream (Ref.) | Statistik för Jaguar Dream (Ref.) | Statistik för Jaguar Dream (Ref.) | Statistik för Jaguar Dream (Ref.) | Statistik för Jaguar Dream (Ref.) |
| --------------------------------- | --------------------------------- | --------------------------------- | --------------------------------- | --------------------------------- | --------------------------------- |
| Starter                           | Placeringar                       | Startprissumma                    | Segerprocent                      | Platsprocent                      | Rekord                            |
| 25                                | 10-5-4                            | 2 121 900 kr                      | 40 %                              | 76 %                              | 12,0ak, 11,0am, 13,8al            |